# Теодор Росетті
Теодор Росетті (рум. Theodor Rosetti, 5 травня 1837 - 17 липня 1923) — румунський політичний, державний і дипломатичний діяч, юрист, журналіст, письменник. Почесний член Румунської академії (з 1891).

## Життєпис
Нащадок давнього дворянського роду. Вивчав фінансові та політичні науки в університетах Львова і Відня, пізніше - право у Парижі. Після закінчення навчання працював суддею в Яссах, викладачем на юридичному факультеті Ясського університету.
У 1863 році був серед членів-засновників літературного товариства «Junimea», член Консервативної партії. У 1872 році направлений дипломатом першої дипломатичної місії Румунії в Берлін.
З 7 січня 1875 року по 31 березня 1876 року - міністр сільського господарства в кабінеті Ласкера Катарджу.
Був прем'єр-міністром Румунії з 23 березня 1888 року по 22 березня 1889 рік. Під час виконання першого терміну повноважень одночасно займав пост міністра внутрішніх справ. З 12 листопада 1888 року по 22 березня 1889 року Розетті був також головою Державної Ради, з 5 листопада 1889 року по 15 листопада 1890 рік - міністром юстиції.
У 1890-1895 роках очолював Національний банк Румунії. У 1906 році - суддя Постійної палати Третейського суду в Гаазі.
В уряді Титу Майореску у 1912 році очолив міністерство фінансів, а рік по тому з 27 березня по 3 липня 1913 року був головою Сенату.